# Ottawa (Ohio)
Ottawa è una località degli Stati Uniti d'America, capoluogo della contea di Putnam, nello Stato dell'Ohio.